# Alexander Prass
Alexander Prass, né le 26 mai 2001 à Hellmonsödt en Autriche, est un footballeur international autrichien qui évolue au poste d'arrière gauche au TSG Hoffenheim.

## Biographie

### En club
Né à Hellmonsödt en Autriche, Alexander Prass est formé par le Red Bull Salzbourg mais c'est avec le club partenaire, le FC Liefering, qu'il commence sa carrière professionnelle. Il joue son premier match le 8 février 2019, lors d'une rencontre de deuxième division autrichienne contre l'équipe réserve du FK Austria Vienne. Il entre en jeu à la place de Karim Adeyemi et les deux équipes se neutralisent (1-1).
Le 28 mai 2021, Alexander Prass s'engage en faveur de Sturm Graz. Son contrat arrivant à expiration avec Salzbourg, il rejoint donc librement le club, et signe jusqu'en juin 2024. Il joue son premier match sous ses nouvelles couleurs le 17 juillet 2021, lors d'une rencontre de coupe d'Autriche face à l'ATSV Stadl-Paura (en). Il entre en jeu à la place de Andreas Kuen (en) et son équipe l'emporte largement par neuf buts à zéro.
Après s'être imposé comme un joueur régulier du SK Sturm Graz, Prass prolonge son contrat le 18 juillet 2022 pour une saison supplémentaire, soit jusqu'en juin 2025.
Il devient champion d'Autriche en 2024, le SK Sturm Graz étant sacré pour la quatrième fois de son histoire.
Le 5 août 2024, Alexander Prass signe en faveur du TSG Hoffenheim. Il s'agit d'un contrat à long terme.

### En sélection
Alexander Prass représente l'équipe d'Autriche des moins de 19 ans de 2019 à 2020, pour un total de un but en cinq matchs joués.
Le 27 mars 2021, Alexander Prass joue son premier match avec l'équipe d'Autriche espoirs, face à l'Arabie saoudite. Il est titularisé, et son équipe s'impose largement sur le score de dix buts à zéro. Prass marque son premier et unique but avec les espoirs le 8 octobre 2021, contre l'Estonie. Titularisé au poste d'ailier gauche, il ouvre le score à la seizième minute de jeu, et contribue ainsi au succès de son équipe (0-4 score final).
Alexander Prass est convoqué pour la première fois avec l'équipe nationale d'Autriche par le sélectionneur Ralf Rangnick en novembre 2022,. Il honore sa première sélection lors de ce rassemblement, le 16 novembre 2022, lors d'un match amical contre Andorre. Il est titularisé et son équipe s'impose (0-1 score final).
Le 7 juin 2024, il fait partie de la liste des 26 joueurs convoqués par Ralf Rangnick pour disputer l'Euro 2024.

## Palmarès
Sturm Graz
- Championnat d'Autriche (1) :
  - Champion : 2023-2024.
- Coupe d'Autriche (2) :
  - Champion : 2022-2023, 2023-2024.